# Schaafenmühlerkotten
Schaafenmühlerkotten war eine Ortslage in der bergischen Großstadt Solingen. Sie ging auf einen dort befindlichen Schleifkotten zurück.

## Lage und Beschreibung
Der heute wüst gefallene Ort Schaafenmühlerkotten befindet sich im Grenzbereich der beiden Solinger Stadtbezirke Mitte und Burg/Höhscheid. Die Wüstung liegt südlich des namensgebenden Ortes Schaafenmühle im Nacker Bachtal, das sich zwischen den beiden auf Höhenrücken verlaufenden Straßen Löhdorfer Straße und Hossenhauser Straße befindet. Die Wüstung befindet sich an einem Nordufer des Nacker Bachs zwischen Schaafenmühle und Nacken. Dort befindet sich heute eine Wiese, die von Waldflächen umgeben ist. Auf der gegenüberliegenden Seite führt ein Wanderweg vorbei, Reste des Kottens sind nicht erkennbar.
Benachbarte Orte sind bzw. waren (von Nord nach West): Hoffnung, Nacken, Hossenhaus, Obenkatternberg, Nester Kotten, Montanushof und Schaafenmühle.

## Geschichte
Es handelte sich bei dem Schaafenmühlerkotten um einen am Rande der Hofschaft Schaafenmühle errichteten Schleifkotten, der am Ufer des Nacker Bachs errichtet wurde. Die Topographische Aufnahme der Rheinlande von 1824 verzeichnet den Kotten unbenannt. In der Preußischen Uraufnahme von 1844 ist er als Schl. verzeichnet. Auf späteren kartenwerken ist der Kotten nicht mehr erkennbar verzeichnet, jedoch der an der Stelle des Kottens aufgestaute Nacker Bach.
Der Ort gehörte nach Gründung der Mairien und späteren Bürgermeistereien zur Bürgermeisterei Höhscheid, die im Jahre 1856 das Stadtrecht erhielt, und lag dort in der Flur I. Katternberg. 
Wann genau der Kotten im Laufe des 19. Jahrhunderts abgerissen wurde und der Ort dadurch brachfiel, ist nicht bekannt. Die von dem Kotten abgeleitete Ortsbezeichnung Schaafenmühlerkotten hat sich im Solinger Stadtplan nicht erhalten.